# 2 Brothers on the 4th Floor
2 Brothers on the 4th Floor es una banda neerlandesa creada en 1990 por los hermanos Martin y Bobby Boer. Tuvo su auge en los años 1990, cuando se integraron la cantante Desray, el rapero D-Rock y tocaron eurodance.
La banda ha tenido éxito en muchos países, incluidos los Países Bajos, Bélgica, Alemania, Grecia, República Checa, Noruega, Finlandia, Sudáfrica, Argentina, Chile, Israel, Canadá, los Estados Unidos y el Reino Unido. Su canción Dreams (Will Come Alive), es considerada una obra maestra de la electronic dance music.

## Historia
Los hermanos Boer ya habían estado experimentando con la música en una pequeña habitación cuando finalmente ganaron nota en 1990, cuando su sencillo Can't Help Myself fue recogido por las estaciones de radio neerlandesas y se convirtió en un éxito internacional. Los hermanos luego reunieron al rapero Da Smooth Baron MC y a los cantantes Peggy "The Duchess" y Gale Robinson para formar su acto teatral. El lanzamiento de su siguiente sencillo, Turn Da Music Up fue algo menos exitoso, pero ayudó a la banda a ganar reconocimiento.
La banda hizo dos sencillos juntos antes de separarse. Martin Boer se mudó a un nuevo estudio profesional y comenzó a hacer remixes bajo el nombre de Dancability Productions, haciendo remixes para artistas como Becky Bell, Twenty 4 Seven y Luv' (para su Megamix '93),mientras que Bobby Boer diseñó portadas de discos e incrustaciones de CD para otros artistas.

### Resurgimiento y auge
2 Brothers on the 4th Floor fue revivido por los hermanos Boer en 1993. Bobby se unió a Martin en su estudio y, después de algún tiempo, lanzó el sencillo Never Alone. Este sencillo fue el primero en ser lanzado con la cantante Desray y el rapero D-Rock (René Philips). La canción Dreams (Will Come Alive), que es la canción principal del primer álbum de la banda, fue una canción que capturó la esencia de eurodance. Debido a la popularidad del género cuando la canción fue lanzada en 1994, la canción se convirtió en un éxito tanto a nivel nacional como internacional.
El estilo y el concepto renovados de la banda fueron bien aceptados por el público neerlandés. Never Alone encabezó las listas durante semanas y se convirtió en oro. Dreams, el siguiente sencillo de la banda, fue directamente al número uno y se mantuvo en las listas durante semanas (además de alcanzar el top 30 en la lista Dance Club Songs de los Estados Unidos) y Let Me Be Free, su sucesor, se mantuvo en la lista de los diez más populares a nivel nacional durante algún tiempo.
En 1995 la banda amplió aún más su éxito con los sencillos: Fly (Through the Starry Night), Come Take My Hand y Fairytales, cambiando su estilo a happy hardcore. Estos sencillos encabezaron las listas en varios países europeos.
A finales de 1996, la banda lanzó el sencillo There's a Key y su segundo álbum, 2. Después, la banda cambió de estilo y grabó por primera vez el sencillo One Day, una pista de Rhythm and blues que se apartó de su estilo típico. Después, volvieron a su anterior estilo eurodance con el sencillo I'm Thinking' of U.

### Final
En marzo de 1998 lanzaron el sencillo Do U Know, una canción pop de tempo medio a bajo. A principios del otoño, el sencillo The Sun Will Be Shining fue lanzado. Contiene remixes de Mark van Dale & Enrico, Dance Therapy y dub Foundation. Empaquetado con The Sun Will Be Shining había un CD-ROM con los videoclips de The Sun Will Be Shining y The Making Of.
El 5 de febrero de 1999 se lanzó el sencillo Heaven Is Here, el 29 de octubre se lanzó el sencillo Living In Cyberspace, el 16 de junio de 2000 se lanzó el sencillo Wonderful Feeling y el 29 de junio de 2001 el sencillo Stand Up And Live.

## Actualidad
La banda nunca lanzó su tercer álbum debido a problemas con las compañías discográficas. Actualmente, salen de gira ocasionalmente y se presentan en festivales de eurodance.
A principios de 2006 se decidió idear una reunión y en septiembre el grupo interpretó todos sus 10 mejores éxitos. El 12 de abril de 2008 se presentaron por primera vez en mucho tiempo en Bélgica, en el I love the 90's - The party en el Ethias Arena en Hasselt. Frente a 21.500 personas cantaron Dreams, Never Alone, Come Take My Hand y el Megamix.
El 6 de mayo de 2016, el álbum recopilatorio The Very Best Of (25th Anniversary Edition) fue lanzado en honor al 25 aniversario del grupo. Un doble CD con los mayores éxitos en el primer disco con el inédito Shine Like A Star y una versión acústica de Dreams, en el segundo sencillo remixes, incluyendo Never Alone y Dreams. Este último fue lanzado como sencillo en apoyo del lanzamiento del álbum recopilatorio. Los 13, 14 y 15 de mayo de 2016 actuaron como artistas invitados en el Johan Cruyff Arena.

## Discografía

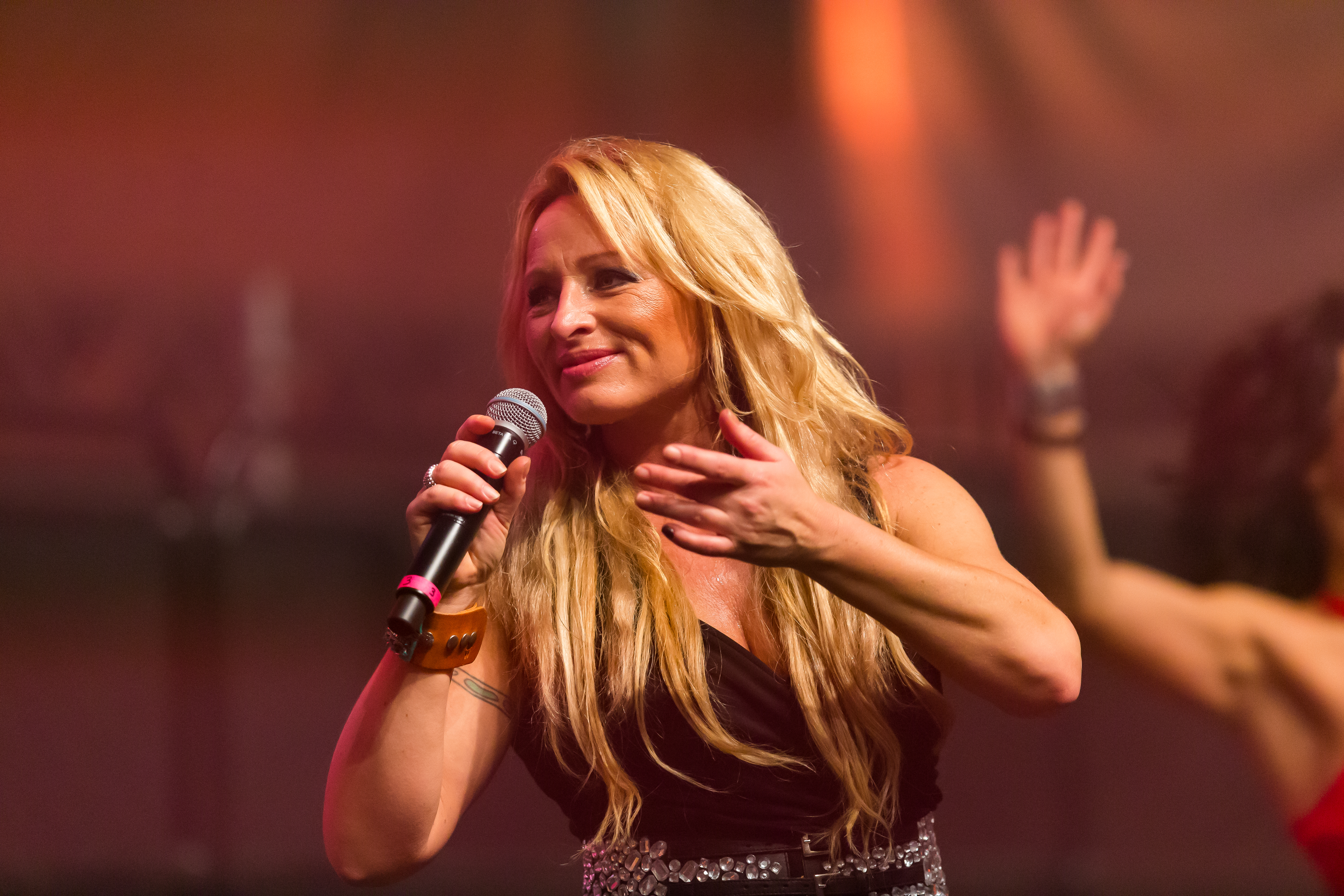
Desray es la cantante desde 1993.

| Sueños                               | - Fecha de liberación: 30 de julio de 1994 - Etiqueta: Lowland Registros - Formatos: CD     | 5  |
| 2                                    | - Fecha de liberación: 30 de noviembre de 1996 - Etiqueta: Lowland Registros - Formatos: CD | 18 |
| "—" Denota libera aquello no gráfico |                                                                                             |    |

### Sencillos
| Year                                    | Single                                                   | Peak chart positions | Peak chart positions | Peak chart positions | Peak chart positions | Peak chart positions | Peak chart positions | Peak chart positions | Peak chart positions | Peak chart positions | Peak chart positions | Peak chart positions | Certifications (sales thresholds) | Álbum        |
| Year                                    | Single                                                   | BEL (Vl)             | BEL (Wa)             | GER                  | FRA                  | ITA                  | NED                  | NOR                  | SUI                  | SWE                  | U.S. Dance           | UK                   | Certifications (sales thresholds) | Álbum        |
| --------------------------------------- | -------------------------------------------------------- | -------------------- | -------------------- | -------------------- | -------------------- | -------------------- | -------------------- | -------------------- | -------------------- | -------------------- | -------------------- | -------------------- | --------------------------------- | ------------ |
| 1990                                    | "Can't Help Myself"                                      | 21                   | —                    | 32                   | 6                    | —                    | 6                    | —                    | —                    | —                    | 6                    | —                    |                                   | Dreams       |
| 1991                                    | "Turn da Music Up"                                       | 22                   | —                    | —                    | —                    | —                    | 17                   | —                    | —                    | —                    | —                    | —                    |                                   | Dreams       |
| 1993                                    | "Never Alone"                                            | 3                    | —                    | —                    | —                    | 18                   | 2                    | —                    | —                    | 38                   | —                    | —                    | - NED: Gold                       | Dreams       |
| 1994                                    | "Dreams (Will Come Alive)"                               | 8                    | —                    | 25                   | 60                   | 4                    | 1                    | —                    | 32                   | 14                   | —                    | 93                   | - NED: Gold                       | Dreams       |
| 1994                                    | "Let Me Be Free"                                         | 11                   | —                    | 43                   | —                    | 11                   | 7                    | —                    | —                    | 23                   | —                    | —                    |                                   | Dreams       |
| 1995                                    | "Fly (Through the Starry Night)"                         | 19                   | 30                   | —                    | —                    | 15                   | 6                    | —                    | —                    | 24                   | —                    | —                    |                                   | 2            |
| 1995                                    | "Come Take My Hand"                                      | 9                    | —                    | —                    | —                    | 16                   | 4                    | 12                   | —                    | 28                   | —                    | —                    |                                   | 2            |
| 1996                                    | "Fairytales"                                             | 46                   | —                    | —                    | —                    | —                    | 4                    | —                    | —                    | 49                   | —                    | —                    |                                   | 2            |
| 1996                                    | "Mirror of Love"                                         | 22                   | —                    | —                    | —                    | —                    | 6                    | —                    | —                    | 44                   | —                    | —                    |                                   | 2            |
| 1996                                    | "There's a Key"                                          | —                    | —                    | —                    | —                    | —                    | 7                    | —                    | —                    | —                    | —                    | —                    |                                   | 2            |
| 1996                                    | "Christmas Time" (Christmas version of "There Is a Key") | —                    | —                    | —                    | —                    | —                    | —                    | —                    | —                    | —                    | —                    | —                    |                                   | 2            |
| 1997                                    | "One Day"                                                | —                    | —                    | —                    | —                    | —                    | 15                   | —                    | —                    | —                    | —                    | —                    |                                   | 2            |
| 1997                                    | "I'm Thinkin' of U"                                      | 48                   | —                    | —                    | —                    | —                    | 20                   | —                    | —                    | —                    | —                    | —                    |                                   | Singles only |
| 1998                                    | "Do You Know?"                                           | —                    | —                    | —                    | —                    | —                    | 26                   | —                    | —                    | —                    | —                    | —                    |                                   | Singles only |
| 1998                                    | "The Sun Will Be Shining"                                | —                    | —                    | —                    | —                    | —                    | 29                   | —                    | —                    | —                    | —                    | —                    |                                   | Singles only |
| 1999                                    | "Heaven Is Here"                                         | —                    | —                    | —                    | —                    | —                    | 52                   | —                    | —                    | —                    | —                    | —                    |                                   | Singles only |
| 1999                                    | "Living in Cyberspace"                                   | —                    | —                    | —                    | —                    | —                    | 28                   | —                    | —                    | —                    | —                    | —                    |                                   | Singles only |
| 2000                                    | "Wonderful Feeling"                                      | —                    | —                    | —                    | —                    | —                    | 44                   | —                    | —                    | —                    | —                    | —                    |                                   | Singles only |
| 2001                                    | "Stand Up and Live"                                      | —                    | —                    | —                    | —                    | —                    | —                    | —                    | —                    | —                    | —                    | —                    |                                   | Singles only |
| "—" denotes releases that did not chart |                                                          |                      |                      |                      |                      |                      |                      |                      |                      |                      |                      |                      |                                   |              |